# (12533) Edmond
(12533) Edmond (1998 LA) – planetoida z grupy pasa głównego asteroid okrążająca Słońce w ciągu 4,13 lat w średniej odległości 2,57 j.a. Odkryta 2 czerwca 1998 roku.